# آرتور (بازیکن فوتبال، زاده ۱۹۹۶)
آرتور (انگلیسی: Artur؛ زادهٔ ۱۱ مارس ۱۹۹۶) بازیکن فوتبال اهل برزیل است.
از باشگاه‌هایی که در آن بازی کرده‌است می‌توان به باشگاه فوتبال سائو پائولو، کلمبوس کرو و هیوستون دینامو اشاره کرد.
او قبلاً در زادگاهش برای تیم سائوپائولو بازی می‌کرد.